# Christian Horner
Christian Edward Johnston Horner OBE, född 16 november 1973 i Royal Leamington Spa i England, är en brittisk racerförare som var Formel 1-stallet Red Bull Racings stallchef mellan starten av säsongen 2005 och den 9 juli 2025.
Han är sedan den 15 maj 2015 gift med Spice Girls-medlemmen Geri Halliwell.